# Такахиро Огихара
Такахиро Огихара (јап. 扇原 貴宏; 5. октобар 1991) јапански је фудбалер.

## Каријера
Током каријере играо је за Серезо Осака, Нагоја Грампус и Јокохама Ф. Маринос.

## Репрезентација
За репрезентацију Јапана дебитовао је 2013. године.

## Статистика
| Јапан  | Јапан | Јапан |
| Год.   | Ута.  | Гол.  |
| ------ | ----- | ----- |
| 2013   | 1     | 0     |
| Укупно | 1     | 0     |